# Conescharellina obliqua
Conescharellina obliqua är en mossdjursart som beskrevs av Canu och Bassler 1929. Conescharellina obliqua ingår i släktet Conescharellina och familjen Biporidae. Inga underarter finns listade i Catalogue of Life.